# Heinersberg (Bayreuth)
Heinersberg ist Gemeindeteil der kreisfreien Stadt Bayreuth im bayerischen Regierungsbezirk Oberfranken. Heinersberg liegt in der Gemarkung Thiergarten.

## Geografie
Die Einöde liegt am Fuße des Spitzigen Steins (471 m ü. NHN). Ein Anliegerweg führt 350 Meter nordöstlich zu einer 
Gemeindeverbindungsstraße zwischen Thiergarten im Norden und nach Krodelsberg im Süden.

## Geschichte
Im Landbuch A wurden 1398 vier Güter der Nanckenreuther von Unternschreez als Heuesberg erwähnt. Der Name Heinersberg tauchte erstmals 1692 auf und bedeutete „Berg des Heinrich“.
Gegen Ende des 18. Jahrhunderts bestand Heinersberg aus einem Anwesen. Die Hochgerichtsbarkeit stand dem bayreuthischen Stadtvogteiamt Bayreuth zu. Das Amt Unternschreez war Grundherr des Halbhofes.
Von 1797 bis 1810 unterstand der Ort dem Justiz- und Kammeramt Bayreuth. Mit dem Gemeindeedikt wurde Heinersberg dem 1812 gebildeten Steuerdistrikt Oberkonnersreuth und der zugleich gebildeten Ruralgemeinde Thiergarten zugewiesen. Am 1. Juli 1976 wurde Heinersberg im Zuge der Gebietsreform in Bayern nach Bayreuth eingemeindet.

### Einwohnerentwicklung
| Jahr      | 001800 | 001819 | 001822 | 001861 | 001871 | 001885 | 001900 | 001925 | 001950 | 001961 | 001970 | 001987 |
| Einwohner | 8      | *      | 9      | 11     | 14     | 10     | 8      | 5      | 4      | 8      | 8      | 6      |
| Häuser    | 1      |        | 1      |        |        | 1      | 1      | 1      | 1      | 2      |        | 2      |
| Quelle    | [ 9 ]  | [ 10 ] | [ 7 ]  | [ 11 ] | [ 12 ] | [ 13 ] | [ 14 ] | [ 15 ] | [ 16 ] | [ 17 ] | [ 18 ] | [ 1 ]  |

## Religion
Heinersberg ist seit der Reformation evangelisch-lutherisch geprägt und nach St. Marien (Gesees) gepfarrt.